# NGC 108
NGC 108 je čočková galaxie v souhvězdí Andromedy. Její zdánlivá jasnost je 12,2m a úhlová velikost 2,3′ × 1,8′. Je vzdálená 219 milionů světelných let, průměr má 140 000 světelných let. Galaxie je členem šestičelnné skupiny galaxií LGG 5, jejíž je nejjasnějším členem. Objevil ji 11. září 1784 William Herschel.